# Мелитон Сардски
Свети Мелитон је био епископ Сардски, у Малој Азији. Знаменити светитељ (пастир) хришћанске цркве из II века.  
Био је врло образован и учен, радио је на томе да сакупи све књиге Светог писма у један кодекс. Трудио се да унесе мир у лаодикијску цркву, која је била узбуркана спором о празновању Пасхе. Осим тога бранио је хришћанство од незнабожаца. 
Око 170. године отпутовао је у Рим и поднео цару Марку Аврелију писмену одбрану (апологију) хришћанске вере и цркве. Преминуо је у миру 177. године.
Православна црква помиње светог Мелитона 1.(14.) априла.